# Álvaro García Rodríguez
Álvaro García Rodríguez (Montevideo, 19 de septiembre de 1961) es un contador público, funcionario, profesor y político uruguayo perteneciente al Frente Amplio. Ha sido ministro de Economía del Uruguay, presidente de la Corporación Nacional para el Desarrollo y exdirector de la Oficina de Planeamiento y Presupuesto. Creador del nuevo agrupamiento interno en la coalición de izquierdas Frente Amplio, Convocatoria Seregnista Progresista. 
Al asumir el nuevo presidente del Frente Amplio Fernando Pereira, Álvaro García fue designado presidente de la Comisión Nacional de Programa  y está dando inicio a una gira nacional de escucha e intercambio para la construcción del programa de los próximos gobiernos frenteamplistas. 
Es el actual Presidente del Banco de la República Oriental del Uruguay 2025-2030

## Biografía
Graduado en la Universidad de la República en 1985 con el título de contador público, trabajó en la empresa Citesa entre los años 1986 y 2002, empresa de la que llegó a ser gerente administrativo-financiero, teniendo a su cargo las funciones de contabilidad, costos, impuestos, créditos, cobranzas, tesorería, presupuesto, análisis financiero, compras e informática. En 2002 se desempeñó como gerente de Planeamiento y Control de Gestión y Costos de Pirelli Cabos, Energía y Telecomunicaciones en Santo André, San Pablo, Brasil. 
Ha sido profesor de las universidades de la República y de la Católica del Uruguay entre 1995 y 2002, y de la ORT desde 2006.
Es especialista en políticas públicas, desarrollo humano sostenible, descentralización; ha realizado y realiza diversas consultorías para proyectos de gobiernos latinoamericanos y fue asesor especial y jerarca de la Corporación Andina de Fomento (CAF), Banco de Desarrollo de América Latina desde 2010 a 2014.
Tiene dos hijos.

## Ámbito artístico
Se destacó como letrista de la murga Contrafarsa, para la cual escribió desde 1987 hasta 2006 y con la que obtuvo 4 primeros premios en el Concurso Oficial de Agrupaciones del Carnaval de Montevideo en los años 1991, 1998, 2000 y 2002, un segundo puesto en 2003, tres cuartos premios en 1993 (compartido), 1999 y 2001 y un sexto premio en 1997. Asimismo, obtuvo un primer premio con la murga La Gran Muñeca en 1996.
García escribió los cuplés Murguista del futuro (1991) y La garra celeste (1991, el mejor de ese año).
La retirada A los rincones de Montevideo, ganó la mención a la mejor entre sus pares.
En 1996, libretó para La Gran Muñeca la retirada Al camión, ganadora de ese certamen.
A fines de 2001 editó el libro Volviendo a casa en madrugadas, una recopilación de sus retiradas y presentaciones.
Escribió el himno del Racing Club de Montevideo, del que es socio e hincha.
Para el 2008, libreta la presentación del espectáculo de La cofradía, murga debutante que integran varios componentes de Contrafarsa, hoy desaparecida.

## Ámbito público
Desde muy joven García era miembro del Partido Socialista, sector que integra el Frente Amplio. En el momento actual es líder Plataforma, un grupo camino a integrar oficialmente el Frente Amplio. En 2005 Tabaré Vázquez lo designó presidente de la Corporación Nacional para el Desarrollo, cargo que ocupó hasta el 2 de abril de 2008 cuando presentó su renuncia. Sin embargo, a pedido expreso de Vázquez, García continuó trabajando para el gobierno desde la Oficina de Planeamiento y Presupuesto con la finalidad de crear una Agencia Nacional para el Desarrollo.

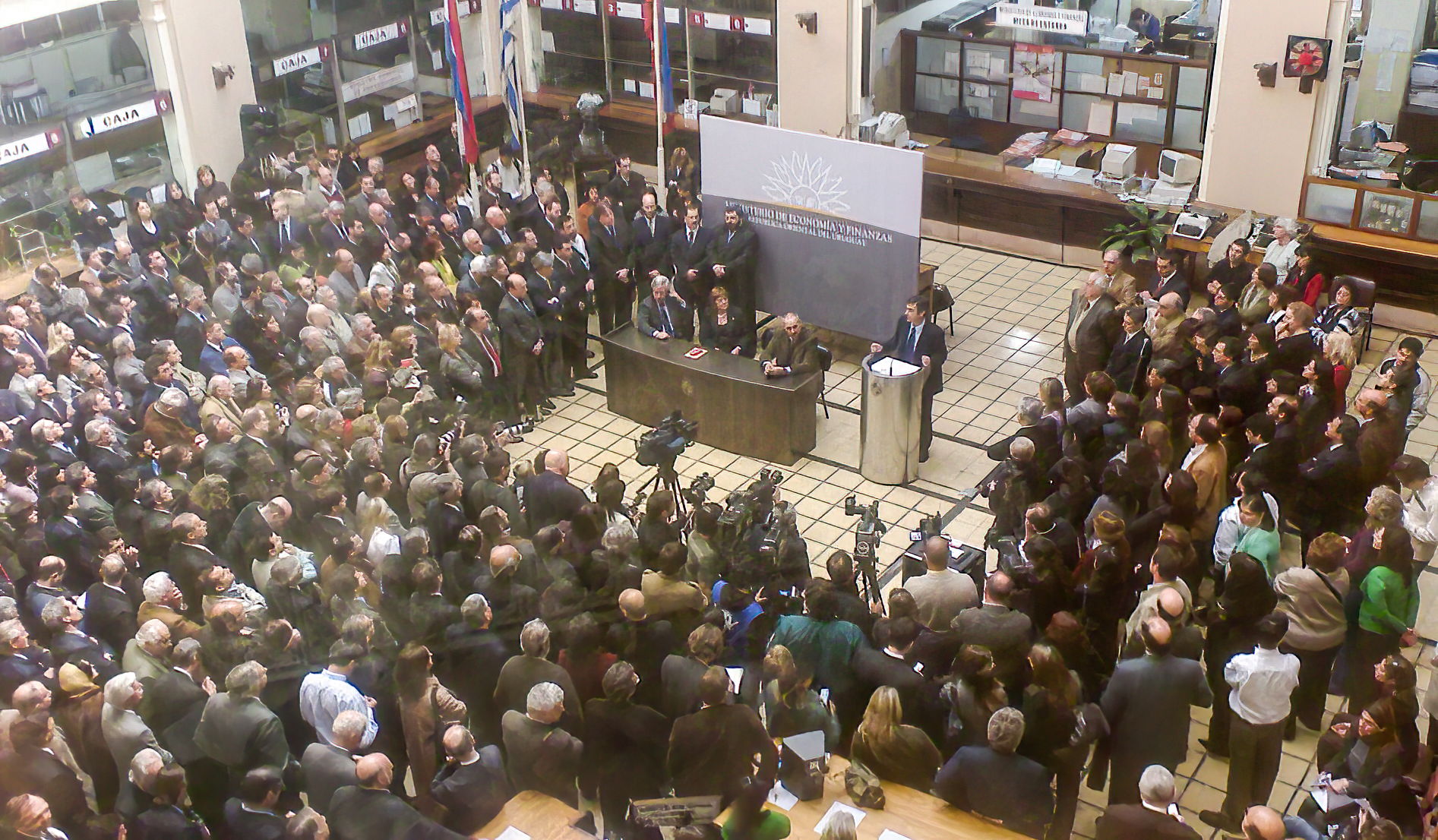
Álvaro García asume ME

Tras la noticia de la renuncia de Danilo Astori al Ministerio de Economía por razones electorales, se le propuso a García la titularidad del cargo, que asumió 18 de septiembre de 2008.
En diciembre de 2014, tras confirmarse la elección de Tabaré Vázquez para un nuevo periodo presidencial, se anunció que García estará al frente de la Oficina de Planeamiento y Presupuesto.
El 9 de julio de 2019, García anuncia su alejamiento y desvinculación del Partido Socialista. En agosto crea junto a otros compañeros frenteamplistas el grupo Plataforma, actualmente gestionando su ingreso al Frente Amplio. Para las Elecciones Nacionales de octubre de 2019 Plataforma se presenta dentro del Lema Frente Amplio, en la Lista 982.
En agosto de 2024 fue firmante, dentro de un grupo de 111 economistas y profesionales de carreras similares pertenecientes al Frente Amplio, lanzaron un portal llamado "Frenteamplistas por el No" (entre ellos Mario Bergara, Gabriel Oddone, Fernando Lorenzo, Jorge Polgar, entre otros); con un documento que manifestaba su desacuerdo con el plebiscito de reforma previsional propuesto por el PIT-CNT.